# Diputación de Cortes
La Diputación de Cortes era un órgano de las Cortes de Castilla constituido durante el tiempo que no estaban convocadas para velar por la administración de los acuerdos y su cumplimiento. Con el tiempo llegó a convertirse en permanente.
La Diputación de Cortes actuaba como representante de los intereses del Reino de Castilla cuando las Cortes no estaban reunidas. Como institución, surgió en 1525, después de producirse la derrota de los comuneros y ante la necesidad de tener un punto de encuentro entre los concejos de las ciudades y el rey.
La Diputación estaba compuesta por un reducido número de miembros (diputados) elegidos por los estamentos antes de disolverse las Cortes. Su principal función como comisión permanente consistía en fiscalizar el cumplimiento de los acuerdos y recaudar y administrar los impuestos previamente acordados procedentes sobre todo de las alcabalas, tercias y encabezamientos. Más adelante, también llegó a administrar el impuesto de millones. Las Cortes van languideciendo por falta de convocatorias hasta que desaparecieron a mediados del siglo XVII, con lo que la diputación pasa a integrarse en la Cámara de Millones.
Tanto en las Cortes de Cataluña que inició el sistema en 1359, como en las Cortes de Aragón, Valencia y Navarra también hubo diputaciones, con un funcionamiento muy similar.